# 大阪市警察部
大阪市警察部（おおさかしけいさつぶ）は、大阪府警察が警察法第52条に基づき大阪市に設置している部門（市警察部）。同条では「指定市の区域内における道府県警察本部の事務を分掌させるため、当該指定市の区域に市警察部を置く。」と定められており、政令指定都市である大阪市に設置されている。